# ویلیام اسون
ویلیام اسون (انگلیسی: William Esson؛ ۱۸۳۸ – ۲۸ اوت ۱۹۱۶) یک دانشمند و ریاضیدان اهل بریتانیا بود.